# Замок (устройство)
Замо́к — устройство, которое применяется для запирания помещений, ящиков, ёмкостей, шкафов и прочих объектов, а также для обеспечения блокировки предметов с целью предотвращения их похищения и/или ограничения доступа. По принципу действия привода различают замки механические и электронные. В зависимости от крепления различают замки навесные, накладные и встроенные.
Ключ является одним из элементов замка или серии замков с групповым секретом. Отдельным от замка инструментом, предназначенным для взлома замков, является отмычка. Электрические устройства, не имеющие ключей, но позволяющие дистанционно открывать/закрывать дверь, относятся к электрическим задвижкам, электрическим открывателям и т.д.
Замки в ЕАЭС в рамках стандартизации относятся к замочным изделиям. Ранее в СССР замки относились к запирающим приборам. Замочные изделия обладают охранными свойствами и предназначены для запирания конструкций с открывающимися элементами, что отличает их от скобяных изделий, предназначенных для закрывания, навешивания, фиксирования или обеспечения функционирования таких элементов.

## Этимология
Слово, обозначающее фиксирующее устройство у большинства славянских народов, имеет близкое звучание и восходит к праслав. *zamъkъ с тем же значением, образованному от глагола *zamъknǫti «замкнуть». Также наблюдается существующее у многих центрально-европейских народов совпадение слов, обозначающих устройство и укреплённый узел вооружённой защиты, — «замо́к» и «за́мок». Прослеживается близость к современному жаргонному слову «умыкнуть» — «украсть», «увести».

## История
Замки были изобретены с переходом людей к оседлости, строительством стационарных жилищ. В местах, где плотность населения мала или проживают близкородственные или религиозные группы, замки не получили широкого распространения.
Замки применялись в Китае, Египте или Междуречье в крупных поселениях. Они использовались правителями — доверять запасы пищи и сокровища соплеменникам, наёмной страже, близким родственникам стало опасно.
Самый старый замок был обнаружен в 1843 году экспедицией Эмиля Боты во дворце ассирийского царя Саргона II (721–705 гг. до н. э.) в верховьях реки Тигр (ныне Ирак). Вертикально расположенный деревянный корпус, в котором двигался деревянный горизонтальный засов, был укреплен на наружной поверхности одной из дверей дворца. Внутри корпуса, в вертикальных пазах свободно перемещались штифты. Дворец разрушен — невозможно установить, куда вели двери, на которых висел этот замок, единственный в комплексе из более чем 200 отдельных помещений и 30 открытых дворов, соединённых многочисленными коридорами. Но это не были ни спальня царя, ни сокровищница, ни хранилище железных заготовок (огромная ценность в то время), ни женская половина.
Находка замка не вызвала интереса в Европе. Причём, дело не только в несравнимости для «публики» замка с крылатыми быками — шеду. В то время аналогичные замки повсеместно использовались на огромной территории Турецкой империи и были знакомы европейцам по описаниям путешественников. Один из первых рисунков и описание такого замка опубликовал в 1803 г. в журнале «Universal Magazine» Доминик Вивант-Денон, французский дипломат и писатель, сопровождавший Наполеона во время египетской экспедиции. На момент открытия Э. Боты конструкция уже имела модное название «египетский», а специалисты называют такие замки «tumbler», «pin-tumbler», «с падающими штифтами», «игольчатого стакана» и т. п.
Описание открытия оставил очевидец Джозеф Бономи-младший в книге «Ниневия и её дворцы» (издана в Лондоне в 1853 г.): «В конце зала была массивная одностворчатая дверь, закрывшая выход. Она была заперта тяжёлым деревянным замком типа, который можно ещё встретить на Востоке. Ключ, также деревянный, имел такие размеры, что его нужно было нести на плече. Этот ключ управлял деревянным засовом, который скользил справа налево и входил в квадратный паз в стене». В книге нет зарисовки замка, но есть эскизы ключа и способа его ношения на плече.
Деревянные конструкции замков различных типов просуществовали в Европе до второй половины XIX века и широко представлены в различных музеях. Долгое время изготавливались гибридные системы, где корпус был деревянным, а ригель, ключ и пр. железными. В наши дни в Великобритании выпускают замки «викторианского типа», с корпусом из дуба, вяза и других твердых пород дерева, усиленных просечными металлическими накладками и крепящимися к дверному полотну с помощью фигурных скоб.
Первые металлические замки известны в Европе со времен Древнего Рима, хотя конструкции с деревянными засовами и металлическими ключами появились раньше. Так, в Древней Греции был распространен замок, который запирался веревочной тягой, а отпирался длинным бронзовым ключом.
В римском замочном деле слились достижения народов Средиземноморья, Азии и Европы. Особую лепту внесли кельты. Появились первые цельнометаллические конструкции, как стационарные (накладные), так и съемные (навесные) замки. Последние, возможно, были заимствованы из Азии (Китай, Индия).
Наиболее многочисленным из стационарных был модифицированный «штифтовой» замок с характерным литым бронзовым ключом, получивший название «римский». Среди революционных новаций, применяемых в этом замке заметны механизмы с вращающимся ключом и первые системы с использованием пластинчатых пружин.
С падением Римской империи замочное дело, как и вся культура, погрузилось в «темные века». Затем наступил «железный век» в создании замков, и на первое место вышли крупные железные замки накладного типа с вращающимся ключом. Ключ к такому замку легко отличить по достаточно сложным, а в лучших образцах затейливым прорезям в бородке. Если рисунок прорезей соответствовал сложной системе неподвижных пластин (барьеров) внутри замка, то ключ мог быть повернут, а засов открыт.
Существовало два основных типа замка. Первый известен как «старонемецкий», в нём засов заканчивался скошенной площадкой. Такой замок защелкивался при захлопывании двери, но требовал металлическую приемную планку на откосе. Для отпирания ключ вставляли в замочную скважину замка и разворачивали на 100—120°. При этом бородка ключа смещала засов внутрь корпуса. Во время движения засов задней частью сжимал пружину. После открывания двери пружина возвращала засов в положение, когда скошенный конец засова выходил из корпуса. Второй тип — в «старофранцузской» системе, засов имел прямой передний срез, ключ вставляли и проворачивали (кратно 180°). Нередко над засовом размещали пружину, которая тормозила самопроизвольное его перемещение. В Восточной Европе такие системы за характерную форму пластины-базы получили название «секирные».
Позже система «с тормозящей пружиной» была доработана до «томпольной». В ней между засовом и пружиной размещался рычаг (томпол), блокирующий передвижение засова, зацепляя его выступом (зубом). Ключ при проворачивании частью бородки первоначально поднимал томпол (разблокировал засов), а затем передвигал засов.
Большинство средневековых навесных замков от Китая до Европы изготавливали с пружинными стреловидными замыкателями на одном конце дужки. Ключ вталкивался в корпус замка, отверстия в бородке сжимали пружины, после чего дужка вынималась. Наиболее распространены были такие замки с цилиндрическим корпусами. Использовали их и славяне, причем именовали «пыряльными» (от слова пырнуть). В Восточной Европе также известны замки с корпусами характерного «звериного» стиля — «барсилы» Волжской Булгарии, замки «викингов» в виде усеченной пирамидки, «лошадки» Золотой Орды. Никаких особых «русских замков» не существовало.
Принципиальных новаций в период средневековья практически не было. Менялся внешний вид замков, так что некоторые образцы имеют причудливую форму, украшены гравировкой, просечными пластинами из цветных металлов с подложками из слюды, рисунками.
В период позднего средневековья произошло разделение кузнечного ремесла на собственно кузнецов (обработка металла с обязательным нагреванием) и специалистов по холодной обработке металла — слесарей (происходит от немецкого Schlosser: Schloß — замок, Schlüssel — ключ). Название профессии и слесарная, а затем замочная терминология попали ко многим народам Центральной и Восточной Европы. Например, засов стали именовать ригель.
Период «технической революции» конца XVIII—XIX вв. дал мощный толчок и замочному делу. В 1778 г. англичанин Роберт Баррон (R. Barron) запатентовал замок «качающимися рычага двойного направления». Прототипом его был «томпольный» замок. В 1784 г. англичанин Джозеф Брейма (Joseph Bramax) запатентовал принципиально новую конструкцию замка, получившего название «помповый». Ключ в таком замке не имел бородки в привычном понимании — это был цилиндр, на конце которого прорезаны продольные пазы разной длины. В 1818 г. англичане братья Джереми и Чарльз Чебб (Chubb) получили патент на «детекторный» замок, который принято считать базовым для современных «сувальдных» систем. Прологом настоящей революции стал 1847 г., когда американский изобретатель Линус Йейл-старший (Linus Yale Sr.) запатентовал конструкцию, в которой использовал принцип древнеегипетского замка. Позже его сын Линус Йейл-младший (Linus Yale Jr.) творчески переработал наработки отца и запатентовал штифтовый замок с маленьким плоским ключом, ставший наиболее распространенным замком XX в.
Отдельным видом замков стали сейфовые системы. В 1831 г. Уильям Резерфорд (William Rutherford) запатентовал первый замок с часовым механизмом. Изобретатель поставил в тыльный конец ригеля круглую пластину, которая препятствовала передвижению засова ключом, пока пластина (вращаемая часовым механизмом) не становилась на ось ригеля пазом. В 1857 г. в США Джеймс Саргент запатентовал первый перестраиваемый ключевой замок. Среди прочих знаменитых замков отметим «Protector», патент на который в 1874 (1?) г. получил Теодор Кромер (Theodor Kromer) из Фрайбурга (Германия). Его особенностью стало полное отсутствие пружин, что важно для защиты от пожаров.
Много интересного изобретено в XX в. В 1919 г. финский инженер Эмиль Хенриксон получил патент на дисковый (балансный) цилиндровый механизм. Идею подсказала машина для подсчета денег. В бывшем СССР такой замок называли «финским».
С развитием строительства крупных зданий (офисов и гостиниц) возникла необходимость разработки быстро перестраиваемых замочных систем. Распространение получили электронно-механические системы. В середине 1970-х гг. Тор Сёрнес предложил «легко перепрограммируемый замок», названный «Ving Card». В 1994 г. в Киеве группой разработчиков во главе с В. Ф. Бардаченко был получен патент на перенастраиваемый ключ. В этом устройстве на центральном стержне надеты несколько пластин, на концах которых нанесены кодовые символы. Поворотом пластин быстро меняется код ключа. Разработаны также системы, предоставляющие право отпирания замка по рисунку сетчатки глаза, спектру голоса и др.

## Рекордные замки
Размер замка или его частей (диаметр и длина дужки навесных конструкций) определяется назначением. «Амбарные» замки крупные, а замочки для шкатулок меньше. При одинаковом корпусе и системе МС, материале и диаметре прутика дужки, последняя для садовых калиток короткая : 3–4 см, а  для фиксации велосипеда дужку изготавливают длиной в 10–15 см.
Исключения — специальные (заказные) замки нестандартного назначения и наследники средневековых «шедевров», изготавливаемые для демонстрации мастерства.
Зародившаяся в Италии мода замыкать на мостах и в прочих людных местах замки «на неразрывность отношений» покорила весь мир. Но везде гирлянды замков безжалостно срезают коммунальные службы. Например, полутораметровый замок с инициалами в декабре 2012 г. «украсил» перила пешеходного моста в Вологде, РФ. На следующий день его срезали, после чего более 50 кг металла пошло в утиль. Близкий по размерам замок «замкнули» ещё в 2011 г. на «Дереве счастья» в Калуге, но его дальнейшая судьба неизвестна.
Крупный замок в индийском храмовом комплексе в Пури запирает ворота храма бога Джаганнатхи. По верованиям индусов, божество когда-нибудь заглянет в храм, и для этого одна из стен выполнена в виде огромных ворот. А до той поры с 2002 г. ворота запирает замок, три ключа к которому (длиной более 37 см) находятся в храме. Это самый большой используемый навесной замок. Масса замка небольшая (изготовлен из латуни и алюминия), и его раскачивает ветром, так как поперёк корпуса замок прихвачен к воротам железной полосой.
Среди рекордсменов и навесной замок пакистанского мастера Мухаммада Рафика, который в 1955 году после трёх лет ручной работы зарегистрировал замок высотой (с дужкой) 54,7 см, шириной 30,7 см, толщиной 10,5 см и массой 50,6 кг. Лишь в 1989 году пальму первенства перехватил бельгиец Анджело Лупо с замком 2,25 м в высоту и массой 80 кг. Но в 2001 году сын первого рекордсмена вернул рекорд в Пакистан. Зафар Икбал Шейх создал замок 67,3 см × 39,6 см × 12,4 см массой 96,3 кг. Уже на следующий год также пакистанец Джавед Икбал Хаджи Хохар зарегистрировал замок высотой 2,59 м × 1,22 м × 46 см. Масса замка достигла 890 кг, а масса ключа — 70 кг.
В 2002 году немецкий мастер Дитер Сенфт изготовил замок 3,38 м × 1,33 м массой 80 кг, но это была кодовая система с пятью нажимными кнопками.
Соревнование в споре ключевых замков продолжил пакистанец Джавед Икбал Хаджи Кхохар, который в 2003 году показал замок высотой 3,505 м, шириной 1,37 м и толщиной 63,5 см. Масса этого замка составила 1883 кг, плюс три ключа массой 120 кг. Впрочем, в середине была и цифровая электронная система.
Рекорд по максимальной величине с начала 2013 года принадлежит изделию мастера из Саудовской Аравии. Мастер Анас Мохаммад Раджаб и его сын изготовили гигантский замок 5-метровой высоты (с дужкой), 2,44 метра шириной и 60 сантиметров толщиной. Изготовители — семья наследственных слесарей-замочников — уже более 90 лет занимается этим ремеслом. Этот замок не первый, с которым мастер участвовал в национальном смотре достижений (National Festival for Heritage and Culture). В 2012 году он выставил самый тяжёлый замок в Саудовской Аравии массой 45 кг и ключами по 4 кг.
Одним из российских замков-рекордсменов является крупный замок, который заказал и хранит в своем ресторане «Династия» бизнесмен из российского города Павлово (на Оке). Размеры замка: высота 174 см, ширина 105 см, толщина 26 см. Масса замка с ключом 415,5 кг: замок 399,5 кг, ключ 16,0 кг. Замок был зарегистрирован в «Книге рекордов России» и «Книге рекордов Гиннесса». Говорят, что если повернуть ключ, то играет мелодия «На семи холмах» — гимн Павлово, но эту деталь, как и декоративные гербы, заказали «на стороне». Основную работу выполнили мастера и учащиеся местного ПТУ.
Также в городском музее г. Павлово среди других работ мастера Павла Куликова хранится миниатюрный замок длиной около 2 мм, диаметром 1 мм, массой 0,09 грамма с ключиком массой 0,03 г. На замочке надпись «Павлово» и фамилия мастера. Тип замка — винтовой, дужка продета в ушко иглы.
Официальным мировым рекордом миниатюрного замка является работа индийского мастера миниатюриста Ганеша Субраманьямы (англ. Ganesh Subramaniyam), который продел в игольное ушко маленький золотой кодовый (наборной) замочек. Высота замочка 3 мм, диаметр 1 мм, масса 0,04г. Высота букв на трёх кодовых кольцах около двух десятых миллиметра. Количество комбинаций — числа от 000 до 999, а код отпирания — 5 6 7.
Впрочем, существуют ещё более мелкие замки. Они изготовлены из золота украинским мастером — миниатюристом Мыколой Сядристым. Он разместил в игольном ушке целые караваны верблюдов, из классического набора деталей собрал скрипку длиной 3 мм, разместил в маковом зерне шахматную доску с фигурами, из золота и цветной эмали сотворил розу, которую поместил в футляр, сделанный из просверленного вдоль и ставшего прозрачным человеческого волоса. На срезе другого волоса, как на столике, лежат два замка его работы, один — в сборе (рядом ключ), другой — в виде частей. Толщина изделия такова, что касаться к ним чем-либо, не повредив, просто невозможно, так что продемонстрировать работу нельзя. Из золота, равного весу замку Куликова или Сабраманьямы, украинский мастер мог бы изготовить несколько десятков тысяч замков. Сядристый также изготовил «бо́льший» замок, который, как на полке, стоит на хоботке комара. Его фото можно увидеть в книге «Тайны микротехники», а также в фотокаталоге, который в 2007 году вышел на украинском, английском и немецком языках. Работы мастера вот уже двадцать лет можно видеть в музее микроминиатюр на территории национального заповедника Киево-Печерская Лавра, музее MicroArt в городе Сентэндре (Венгрия) и музее микроминиатюр княжества Андорра.

## Надёжность замка
Надёжность замка характеризуется наработкой до отказа, из которой вычисляется расчетный срок службы, и стойкостью к взлому.
Взлом замка бывает 3 видов:
- вскрытие силовыми методами;
- вскрытие манипуляционными методами;
- комбинация указанных методов.

### Вскрытие силовыми методами
Предполагает повреждение частей замка или двери. При этом остаются явные следы взлома, и взломщик оставляет большое количество улик, помогающих в его поиске: прежде всего можно определить используемые им инструменты и методы их использования. Основные методы защиты от силового взлома:
- Бронирование. Сплошное бронирование — процедура слишком дорогая, поэтому сплошному бронированию подвергаются только наиболее подверженные взлому части замка (например, район скважины) или двери. Сама дверь обычно изготавливается из более тонкого металла, но всё же достаточно толстого для того, чтобы нельзя было быстро взломать саму дверь.
- Блокировка, которая автоматически срабатывает, если произошло повреждение части замка. При этом затрудняется доступ не только для взломщика, но и для хозяина. Иногда для защиты секретных документов применяется их уничтожение при обнаружении попыток взлома.
- Защитные конструкции, защищающие, к примеру, от повреждения внутреннего механизма замка благодаря узкой замочной скважине.

### Вскрытие манипуляционными методами
В отличие от силового взлома, оставляет значительно меньше улик, но чаще всего требует больше времени, специальных инструментов и высокой квалификации взломщика. При этом обычно используются недостатки конструкции, которые могут выдать часть комбинации замка до полного её ввода: обычно люфты, допуски, звук при срабатывании механизма. Методы защиты:
- усложнение конструкции замка;
- снижение допусков и люфтов, тщательный контроль качества;
- элементы конструкции, имитирующие срабатывания элементов замка при подборе верного кода и вводящие в заблуждение взломщика: например, форма штифтов цилиндрового замка в виде грибков или катушек;
- блокировки, срабатывающие при типичных для взлома манипуляциях с механизмом замка;
- перекрытие прямого доступа к замочной скважине (применяется на сейфовых моделях).

## Крепление
- Навесные замки, также часто называются висячими. Такой замок максимально прост в установке и смене, но хуже всех защищён от взлома силовыми методами. Нередко для взлома достаточно гвоздодёра. Устанавливаются обычно на ворота гаражей и на калитки.
- Накладные замки, устанавливаются на внутренней стороне двери. Такой замок значительно более защищён от силового взлома, тем более, чем прочнее крепление замка к двери.
- Врезные замки, находятся непосредственно внутри дверного полотна, замок вставляется со стороны торца полотна через прямоугольное (обычно) отверстие большого размера. Это отверстие ослабляет прочность полотна в самом нагруженном месте. Защищённость такого замка зависит, прежде всего, от прочности самой двери. Стоит однако учитывать, что механизм замка расположен ближе к наружной стороне двери, потому для защиты механизма могут потребоваться дополнительные броненакладки. Такой замок сложнее в установке на дверь, не имеющую посадочного места для такого замка.
- Вкладные замки, как и врезные, расположены внутри дверного полотна: вкладываются с внутренней стороны, применимы только для металлических дверей. В торце полотна проделываются отдельные отверстия под каждый ригель, торцевая планка не используется. Наиболее трудоёмкий способ как при установке, так и при замене замка.

## Устройство
В устройстве замка можно выделить две основные части: секрет и исполнительное устройство.
Наиболее распространённые виды механических секретов:
- Сувальдные замки — представляет собой комбинацию из специальных пластин (сувальд), имеющих фигурные прорези. Если замок открывают правильным ключом, штифт («солдатик») на хвостовике ригеля проходит по прорези, иначе — блокируется сувальдой.
- Цилиндровые замки  — в них секретный механизм собран в стандартизированный сменный узел (цилиндровый механизм секретности). Наиболее распространённой разновидностью является штифтовый замок. В нём секретный механизм представляет собой ряд подпружиненных штифтов, разрезанных на две части. Если вставлен правильный ключ, место разреза совпадёт с поверхностью цилиндра, и он может свободно поворачиваться, иначе штифты блокируют его поворот.
- Дисковые замки — представляют собой набор дисков с проходящей через них скважиной. На каждом диске имеется прорезь, в которую должен упасть небольшой штифт-баланс, когда его открывают своим ключом. При попытке открыть замок чужим ключом баланс не падает в прорезь и блокирует поворот замка.
- Кодовые замки — открытие такого замка осуществляется не ключом, а установкой кодовой комбинации.
- Биометрический замок — в качестве ключа используется отпечаток пальца, что делает такого рода замки очень удобными и необыкновенно надежными.
- Электронные замки позволяют использовать секреты, работающие на различных принципах: с помощью пластиковых карт, биометрических технологий и т. д. Электронные замки позволяют, кроме всего прочего, контролировать каждое открытие/закрытие замка с записью всех событий в журнал, вести базу контроля доступа для каждого пользователя, разрешая и блокируя доступ отдельных пользователей. Электронные замки обычно интегрирующая с системами охраны.
- Тубулярные замки. Для открытия/закрытия используется уникальный трубчатый ключ, что полностью исключает возможность вставить плоский предмет и провернуть замок.
- Служебные замки: замки с внутренним сечением, открытие/закрытие которых можно произвести только спец-ключами. Такие замки обычно бывают с треугольным, квадратным, реже с шестигранным сечением.
- Реечные замки: простейшие замки, в которых ключ и ответная часть представляют собой рейку с определённым шагом. Не изготавливаются промышленно.

Исполнительные механизмы также разнообразны:
- Механический засов — металлический стержень, или брус, препятствующий открытию двери. Ответной частью является отверстие в наличнике, специальной планке, или полотне самой двери, либо скоба;
- Электромагнитный замок — электромагнит, удерживающий дверь в закрытом состоянии. Ответной частью является пластина из магнитного материала;
- Электромеханический замок — механический засов, оснащённый электрическим приводом, который может действовать по команде от электронного устройства;

Также можно выделить простые разновидности замков, не имеющие секретной части и применяющиеся в тех случаях, когда либо секретности замка не требуется, либо доступ к нему перекрыт другим замком. Примеры:
- Шпингалет — засов с рукояткой и фиксатором, удерживающим его в одном из крайних положений, помещённый в корпус.
- Щеколда — в ней затвором является пластина, поворачивающаяся вокруг неподвижной оси. Ответной частью является пластина со скошенной стороной и прорезью. При закрытии двери затвор по скошенной стороне ответной части попадает в прорезь и под действием силы тяжести фиксируется в ней.
- Крючок, который входит в петлю. Часто на дверях имеется цепь с крючком и петлёй особой формы, благодаря которой есть возможность частично приоткрыть дверь, но снять эту цепь можно только при полностью закрытой двери.